# Flemming Mortensen
Flemming Falkenberg Mortensen (ur. 7 lipca 1944 w Kalundborgu) – duński piłkarz występujący na pozycji obrońcy.

## Kariera klubowa
Mortensen karierę rozpoczynał w sezonie 1965 w pierwszoligowym zespole BK Frem. W sezonach 1966 oraz 1967 z nim wywalczył wicemistrzostwo Danii, a z kolei w sezonach 1969 oraz 1971 dotarł do finału Pucharu Danii. W 1976 roku odszedł do drugoligowego Slagelse B&I i grał tam do końca sezonu 1977. Następnie występował w trzecioligowym Hellerup IK, a także drugoligowym Holbæk B&I, gdzie w 1979 roku zakończył karierę.

## Kariera reprezentacyjna
W reprezentacji Danii Mortensen zadebiutował 25 września 1968 w przegranym 0:3 meczu eliminacji Mistrzostw Świata 1970 z Czechosłowacją. W latach 1968–1977 w drużynie narodowej rozegrał 16 spotkań.